# ハ・ソクジン
ハ・ソクジン（1982年2月10日 - ）は、韓国の男優。ソウル出身。身長182cm、体重73kg。漢陽大学校機械工学科卒業。マネジメントKOO所属。

## 人物・略歴
大学在学中に戦闘警察として軍服務。除隊後復学し、2005年に大韓航空のCMでモデルデビュー。クォン・サンウ主演のドラマ『悲しき恋歌』で俳優デビューを果たす。その後、ドラマを中心に活躍。2008年、ドラマ『幸せです』で孤児院育ちのボクサーを演じSBS演技大賞ニュースター賞を受賞。2014年、主演を務めたドラマ『伝説の魔女』が大ヒットし、人気俳優の仲間入りを果たす。
同じ大学出身のチャン・グンソクとは2009年にたまたま同じ講義を受講していたことをきっかけに仲良くなり、それ以来の親友である。

## 出演作品

### 映画
- 放課後の屋上（2006年）
- 誰が彼女と寝たのか？（2006年）
- 止められない結婚（2007年）
- 夏、ささやき（2008年）
- ハッピー・ログイン（2016年）

### テレビドラマ
- 悲しき恋歌（2005年、MBC） - キム・チョルス役
- ルル姫（2005年、SBS） - ハ・ソクジン役
- Dr.ギャング（2006年、MBC） - キム・ジンギュ役
- ハロー!お嬢さん（2007年、KBS） - ファン・チャンミン役
- 幸せです（2008年、SBS） - カン・ソク役
- その男が憎らしい（2009年、MBC） - キム・ユンス役
- キム・マンドク〜美しき伝説の商人（2010年、KBS） - カン・ユジ役
- トキメキ恋するセンチョリ村（2010年-2011年、tvN） - チョ・ミンソン役
- 負けたくない!（2011年、MBC） - イ・テヨン役
- 明日が来れば（2011年-2012年、SBS） - イ・ヨンギュン役
- スタンバイ（2012年、MBC） - ハ・ソクジン役
- 限りない愛（2012年-2013年、JTBC） - アン・ソンギ役
- サメ〜愛の黙示録〜（2013年、KBS） - オ・ジュニョン役
- ３度結婚する女（2013年-2014年、SBS） - キム・ジュング役
- 伝説の魔女（2014年-2015年、MBC） - ナム・ウソク役
- D-DAY（2015年、JTBC） - ハン・ウジン役
- おひとりさま～一人酒男女～（2016年、tvN） - チン・ジョンソク（チン・サン）役
- 1%の奇跡（2016年、Dramax） - イ・ジェイン役
- 自己発光オフィス～拝啓、運命の女神さま!～（2017年、MBC） - ソ・ウジン役
- 私の彼はエプロン男子〜Dear My Housekeeper〜（2018年、KBS） - キム・ジウン役
- ラブ・セラピー～A POEM A DAY～（2018年、tvN） - ハ・ソクジン役
- 愛の不時着（2019年-2020年、JTBC） - リ・ムヒョク役（カメオ出演）
- 私がいちばんキレイだった時（2020年、MBC） - ソ・ジン役
- 恋するイエカツ（2021年、JTBC） - イ・セフン役(カメオ出演)
- 赤い袖先（2021年、MBC） - 思悼世子役(第１話カメオ出演)
- 無職の三食（2021年、TVING, PLAYLIST） - キム・ジェホ役
- ブラインド（2022年、tvN）　- リュ・ソンフン役

### テレビ番組
- 問題的男子（2016年）

## 受賞歴
- 2008年 SBS演技大賞 ニュースター賞